# J. Frank Norris

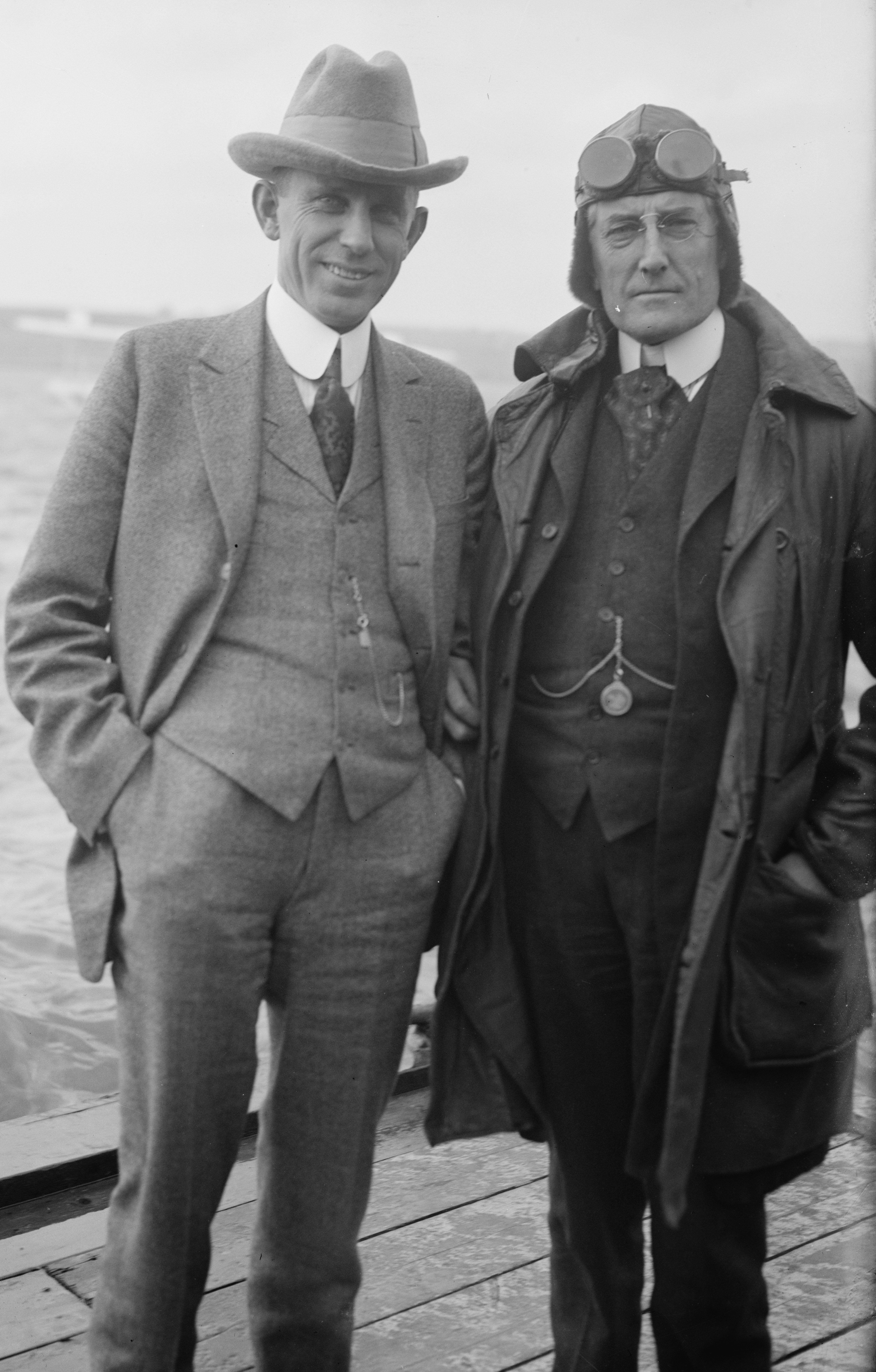
J. Roach Straton e J. Frank Norris

John Franklin Norris, (Dadeville, Alabama, 18 de Setembro de 1877 — Jacksonville, Flórida, 20 de agosto de  1952) foi pastor fundamentalista da Primeira Igreja Batista de Ft. Worth, Texas, Estados Unidos.